# Паражбеляк
Паражбеля́к (рос. Паражбеляк, марій. Порашпиляк) — присілок у складі Волзького району Марій Ел, Росія. Входить до складу Сотнурського сільського поселення.

## Населення
Населення — 44 особи (2010; 63 у 2002).
Національний склад (станом на 2002 рік):
- марі — 100 %